# Andreas Kappes
Andreas Kappes (ur. 23 grudnia 1965 w Bremie, zm. 30 lipca 2018 w Kolonii) – niemiecki kolarz torowy i szosowy, czterokrotny medalista torowych mistrzostw świata.

## Kariera
Pierwszy sukces w karierze Andreas Kappes odniósł w 1983 roku, kiedy został mistrzem świata juniorów w wyścigu punktowym. Rok później brał udział szosowym wyścigu ze startu wspólnego na igrzyskach olimpijskich w Los Angeles, ale nie zdołał ukończyć rywalizacji. W 1988 roku był wicemistrzem kraju, a dwa lata później zajął 65. pozycję w klasyfikacji generalnej Tour de France. Na torowych mistrzostwach świata w Manchesterze w 1996 roku Kappes razem z Carstenem Wolfem wywalczył brązowy medal w madisonie. Mistrzostwa świata w Bordeaux w 1998 roku były najbardziej udaną imprezą w jego karierze: wspólnie ze Stefanem Steinwegiem był trzeci w madisonie, a w wyścigu punktowym zajął drugie miejsce, ulegając jedynie Hiszpanowi Joanowi Llanerasowi. Ponadto podczas mistrzostw świata w Berlinie w 1999 roku wraz z Olafem Pollackiem zdobył kolejny brązowy medal w madisonie. Kappes jest wielokrotnym medalistą mistrzostw kraju, zarówno w kolarstwie szosowym jak i torowym. W 2008 roku zakończył karierę.
Zmarł 30 lipca 2018 roku w wyniku reakcji alergicznej po ukąszeniu przez owada.